# 福龍 (水雷艇)
| 1897-1901年の艦影  |                                                                        |
| 艦歴               |                                                                        |
| 計画               |                                                                        |
| 起工               |                                                                        |
| 進水               | 1885年                                                                 |
| 竣工               | 1886年                                                                 |
| 就役               | 1895年2月7日捕獲 2月27日、日本海軍籍に編入                             |
| 除籍               | 1908年4月1日                                                           |
| 要目（日本海軍時） |                                                                        |
| 排水量             | 常備：115トン                                                          |
| 全長               | 垂線間長：42.75m (140ft 3in)                                           |
| 全幅               | 5.00m (16ft 5in)                                                       |
| 吃水               | 1.20m (3ft 11in)                                                       |
| 機関               | 汽車缶1基 直立式2気筒2段膨張レシプロ1基 1軸 1,016馬力                  |
| 速力               | 20ノット                                                               |
| 航続距離           |                                                                        |
| 燃料               | 石炭：18トン（満載）                                                   |
| 乗員               |                                                                        |
| 兵装               | 4.7cm保式単装軽速射砲2基 36cm水上魚雷発射管 単装旋回式2門、同固定式2門 |
| その他             | 信号符字：GQHD（1895年〜）                                             |

福龍（ふくりゆう/ふくりう）は日本海軍の水雷艇。日清戦争での鹵獲艇。
艦名は清時代の艦名の「福龍(Pu Lung)」をそのまま受け継いだ。竣工当初は福建水師所属で「福」の字の付いた名の艦が多く所属していた。

## 概要
本艇はドイツ・シーシャウ社で1886年（光緒12年）に竣工した、「小鷹」と同様の大型の水雷艇である。清国海軍では「航洋魚雷艇」や「出海大魚雷艇」と称した。清国海軍北洋水師に編入されて日清戦争に参戦、黄海海戦では海軍軍令部長樺山資紀海軍中将が乗艦する巡洋艦代用「西京丸」に40mまで近づいて雷撃を実施するなど奮闘した。1895年（光緒21年・明治28年）の威海衛攻略に於いて清国水雷艇は2月7日に湾からの脱出を図った。しかしほとんどの艇は擱座や転覆により失われ、本艇は日本軍に降伏、そのまま日本軍で使用された。2月27日に日本海軍籍に編入。
日清戦争後は同型艦が無いため竹敷要港部に所属し主に朝鮮半島沿岸の警備に従事した。1902年（明治35年）に老朽化した汽車缶から水管缶へとボイラーを交換し、単煙突から2本煙突にと艦型が変化している。
日露戦争では呉鎮守府所属の第5艇隊（福龍、第25号水雷艇、第26号水雷艇、第27号水雷艇）の旗艦となり、日本海海戦にも参戦したが戦闘には参加できなかった。1908年（明治41年）に除籍。